# Dobřany (district de Rychnov nad Kněžnou)
Pour les articles homonymes, voir Dobřany.
Dobřany (en allemand : Dobschan) est une commune du district de Rychnov nad Kněžnou, dans la région de Hradec Králové, en Tchéquie. Sa population s'élevait à 133 habitants en 2022.

## Géographie
Dobřany se trouve à 10 km à l'est de Nové Město nad Metují, à 18 km au nord de Rychnov nad Kněžnou, à 36 km à l'est-nord-est de Hradec Králové et à 135 km à l'est-nord-est de Prague.
La commune est limitée par Sněžné au nord-ouest, par Sedloňov au nord et au nord-est, par Deštné v Orlických horách au sud-est, par Kounov au sud, et par Bystré à l'ouest.

## Histoire
La première mention écrite de la localité date de 1361.

## Galerie

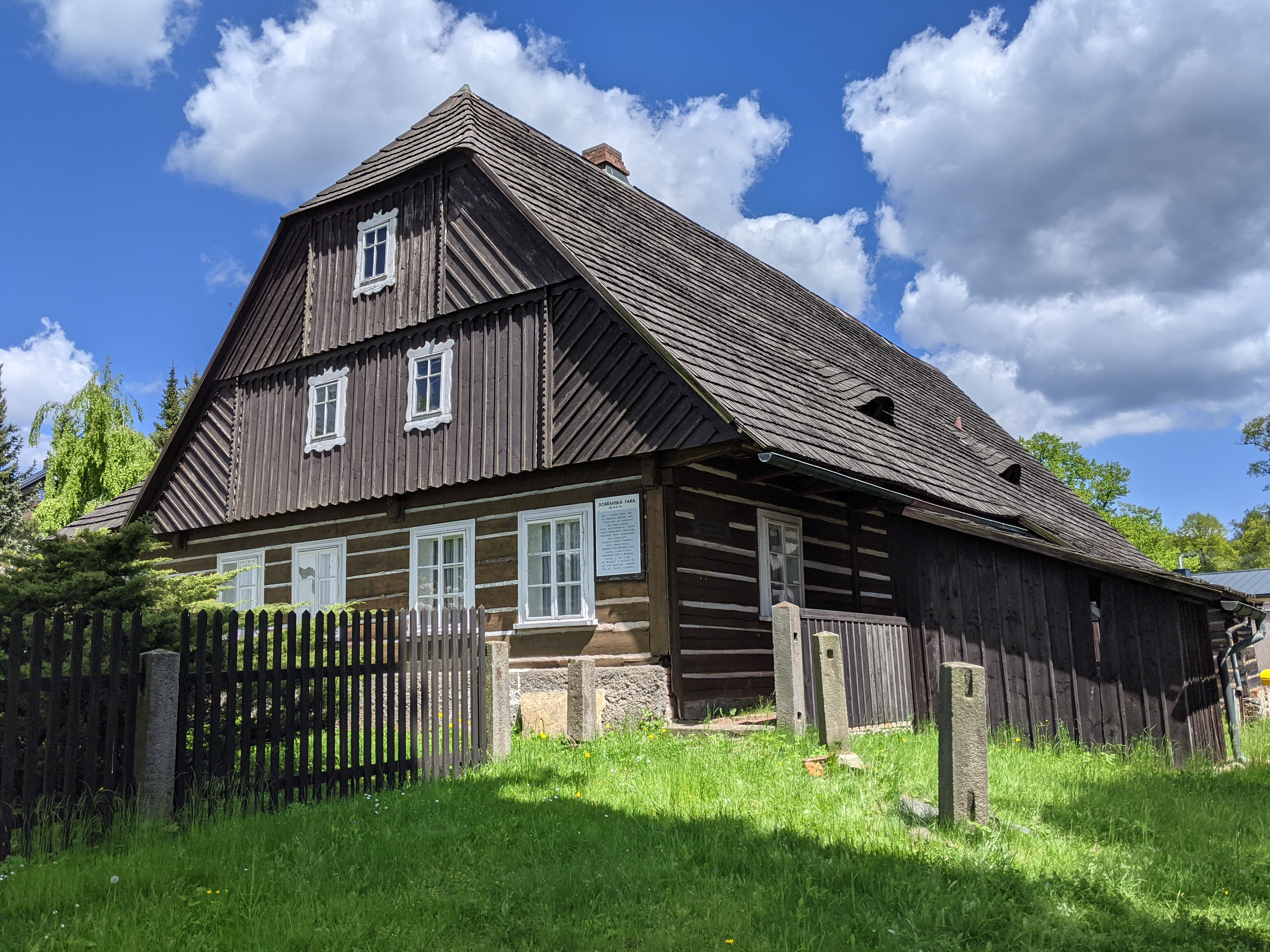
Dobřany : presbytère.
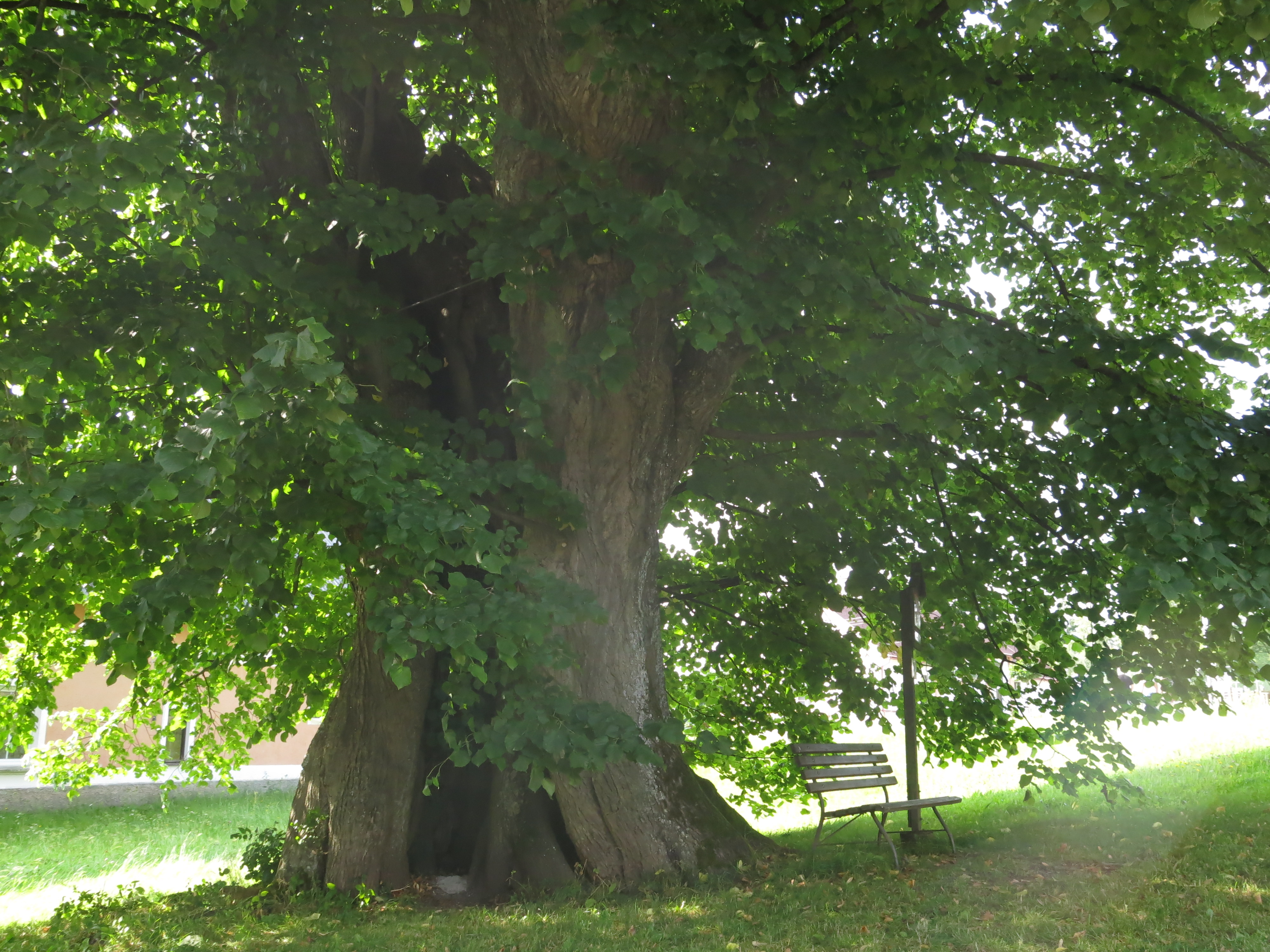
Tilleul remarquable à Dobřany.

## Transports
Par la route, Dobřany se trouve à 12 km de Dobruška, à 26 km de Rychnov nad Kněžnou, à 45 km de Hradec Králové et à 163 km de Prague. 